# Play Pop!
Play Pop! är Acid House Kings' debut-EP, utgiven som 7"-vinylsingel av det tyska skivbolaget Marsh-Marigold 1992.

## Låtlista

### A-sidan
1. "She Fakes Apples"
2. "Hey What's Up?"

### B-sidan
1. "Hopefully"
2. "Anorak Days"

### Fotnoter
1. ↑  ”Play Pop!”. Discogs.com. http://www.discogs.com/Acid-House-Kings-Play-Pop-EP/release/1060704. Läst 2 mars 2012.